# 小山内怜央
小山内 怜央（おさない れお、4月23日 - ）は、日本の女性声優。青森県出身。大沢事務所所属。

## 人物
代々木アニメーション学院出身。
特技はダンス。

## 出演
太字はメインキャラクター。

### テレビアニメ
2021年
- 魔入りました!入間くん（ウォルターパーク入園者たち、客たち）

2022年
- 可愛いだけじゃない式守さん（女子生徒）
- シャインポスト（女子高生）
- ぼっち・ざ・ろっく!（サラリーマンの娘）

2023年
- 氷属性男子とクールな同僚女子
- もういっぽん!
- トモちゃんは女の子!（サッカー少女）
- 真・進化の実〜知らないうちに勝ち組人生〜（女生徒1）
- ツンデレ悪役令嬢リーゼロッテと実況の遠藤くんと解説の小林さん（レオン〈幼少期〉）
- 異世界のんびり農家（ロアージュ）
- マッシュル-MASHLE-（マッシュ〈赤ん坊〉、アビス〈少年期〉、ドット〈幼少期〉）
- 江戸前エルフ（歌声）
- 青のオーケストラ（新入生、マリー）
- 【推しの子】（SNSの声）
- この素晴らしい世界に爆焔を!（少女）
- 東京ミュウミュウ にゅ〜♡（女子高生）
- BanG Dream! It's MyGO!!!!!（クラスメイトB、友人A、月ノ森 生徒B）
- 白聖女と黒牧師（男の子）
- カードファイト!! ヴァンガード will+Dress（デイブレイクメンバー）
- デュエル・マスターズ WIN 決闘学園編（喝励子）
- 経験済みなキミと、経験ゼロなオレが、お付き合いする話。（ミユ）
- 聖女の魔力は万能です（メイド、侍女）
- ポーション頼みで生き延びます!（リテリサ）
- 柚木さんちの四兄弟。（生徒、クラスメート）

2024年
- ラグナクリムゾン（民間人たち）
- 僕の心のヤバイやつ（女子生徒B）
- 外科医エリーゼ（女子）
- 夜桜さんちの大作戦（女生徒C、ホステス、看護師）
- 黒執事 -寄宿学校編-（ブルーアー家姉妹）
- 花野井くんと恋の病（男の子、女の子）
- 負けヒロインが多すぎる!（胡桃、女子生徒、小学生、小鞠陽菜）
- 逃げ上手の若君
- 先輩はおとこのこ（少年）
- 小市民シリーズ（川俣さなえ）
- アオのハコ（2024年 - 2025年、部員）
- ダンジョンに出会いを求めるのは間違っているだろうかV 豊穣の女神篇（人々）
- カミエラビ
- 村井の恋（幼女）
- トリリオンゲーム（ホステス）
- 神之塔 -Tower of God- 工房戦（レボ）
- 魔王2099（女子生徒D）
- シャングリラ・フロンティア（SF-Zoo 魔法使いC）
- 妖怪学校の先生はじめました!（2024年 - 2025年、座敷童子、使用人妖怪2）

2025年
- ハニーレモンソーダ（雪乃）
- Aランクパーティを離脱した俺は、元教え子たちと迷宮深部を目指す。（少年ユーク）
- 黒岩メダカに私の可愛いが通じない（部員D）
- 花は咲く、修羅の如く（部員）
- 九龍ジェネリックロマンス（女性タレント）
- Summer Pockets
- 紫雲寺家の子供たち（女子部員A）
- 忍者と殺し屋のふたりぐらし（クラスメイト）
- 男女の友情は成立する?（いや、しないっ!!）（男の子A）
- ばっどがーる（女子高校生）
- ひみつのアイプリ（一色なぎさ）
- ゲーセン少女と異文化交流（草壁葵衣）
- カッコウの許嫁 Season2（女子生徒）
- 薫る花は凛と咲く（女子中学生）
- SAKAMOTO DAYS（子供）

### Webアニメ
- ヤミカラスと真夜中のぼうけん（2025年、マリルリ[50]）
- タコピーの原罪（2025年、同級生[7]）

### ゲーム
- セガNET麻雀 MJ（ダイスーシー）

### ドラマCD
- 教室を出たら俺のモノ（2023年、かよ[51]）
- キスは番にひざまずく（2024年、莉音[52]）

## ディスコグラフィ

### キャラクターソング
| 発売日       | 商品名                                                              | 歌                                                     | 楽曲                       | 備考                                                       |
| ------------ | ------------------------------------------------------------------- | ------------------------------------------------------ | -------------------------- | ---------------------------------------------------------- |
| 2025年7月7日 | TVアニメ「ゲーセン少女と異文化交流」オープニング&エンディングテーマ | リリー・ベイカー（天城サリー）、草壁葵衣（小山内怜央） | 「ふたりのスタートボタン」 | テレビアニメ『ゲーセン少女と異文化交流』オープニングテーマ |